# 許虬
許虬（1625年—？），原名定震，榜姓顧，後復姓許，字竹隱，南直隸蘇州府崑山縣籍，長洲縣人，清朝政治人物、詩人。

## 生平
生於天啟五年（1625年）。順治八年（1651年）辛卯科江南鄉試舉人，十五年（1658年）戊戌科二甲第三十四名進士。禮部觀政，十六年（1659年）丁母憂，十八年（1661年）授貴州思州府推官，康熙五年（1666年）升思南府知府。為政治理寬仁平穩，精通科舉應試所用的文字，時常在辦公有閒暇時，召進生員講授讀書作文的方法，思南文風為之振興，八年（1669年）丁父憂歸里，十五年（1676年）起為浙江紹興府同知，紹興民風詭詐，許虬懲治不法的老吏，使屬吏不敢對訴訟案件上下其手，公府風氣為之清澄，以寬慈為政，溫文儒雅，獎勵人才，十九年（1680年）升湖南永州府知府，二十二年（1683年）致仕歸里。

## 文學
許虬以文才知名，為人淵博典雅，精工作詩，尤其擅長排偶句型，作品都在民間廣泛傳誦。又喜作擬古詩，如《古詩十九首》等，許虬都有和作。《四庫全書總目提要》評論許虬擬古詩作：「其詩前數卷多擬古之作，刻意摹仿，頗嫌太似。其擬陸機《迢迢牽牛星》詩，後有自跋曰：『予已於十九首中和此題矣，今復因曙戒之訂，共和陸平原。篇成，自詠一過，確是晉古，非漢古也。』詩之升降微矣，觀其持論，知無往非雙鉤古帖也。」晚年與汪琬、尤侗等人親善。

## 著作
著有《萬山樓詩集》十四卷，收錄於《四庫全書》。

## 家族
曾祖許朝相，龍安府照磨；祖父許自昌，中書舍人；伯父許元溥，崇禎三年（1630年）庚午科應天鄉試舉人；父許元方。母為顧自植女。從兄許定升。